# Pétros Garoufaliás
Pétros Garoufaliás (en grec moderne : Πέτρος Γαρουφαλιάς), né à Arta en 1901 et mort le 17 septembre 1984 à Athènes, est un homme politique et un homme d'affaires grec, qui a plusieurs fois exercé la charge de ministre.

## Biographie
Fils du député Evángelos Garoufaliás, Pétros Garoufaliás fait ses études à Athènes, Paris et Berlin.
Après la Seconde Guerre mondiale, Pétros Garoufaliás est élu député d'Arta, avant d'être nommé ministre de l'Intérieur entre 1950 et 1952.
Devenu président de la Fix Beer Company après son mariage avec Marianthi Fix, il devient l'un des principaux soutiens financiers de l'homme politique Geórgios Papandréou, dont il est très proche. Nommé ministre de la Défense par ce dernier en 1964, il se brouille cependant avec lui l'année suivante. Pétros Garoufaliás a alors pris part à l'Apostasie de 1965, qui a plongé la Grèce dans une grave crise politique.